# Murga
Murga (németül: Murgau) község a Dél-Dunántúli régióban, Tolna vármegyében, a Bonyhádi járásban. 659 hektáros kiterjedésével a megye második legkisebb közigazgatási területű települése.

## Fekvése
A Dunántúli-dombságban, a Tolnai-Hegyháton fekszik. A megyeszékhely, Szekszárd körülbelül 20 kilométerre található. A szomszédos települések: Hőgyész, Kalaznó, Kéty, Tevel és Kisdorog.

### Megközelítése
Közigazgatási területén áthalad a Szekszárd-Siófok közti 65-ös főút és a határszélén ér véget a Bonyhádtól idáig húzódó 6535-ös út is, de a település központjába csak egy, a 65-ösből északkelet felé kiágazó 63 126-os számú mellékúton lehet eljutni.
A közúti tömegközlekedést a Volánbusz biztosítja.
Vasútvonal nem érinti; a legközelebbi vasúti csatlakozási lehetőséget Szakály-Hőgyész vasútállomás kínálja, a MÁV 40-es számú Budapest–Pécs-vasútvonalán, bő 12 kilométerre északnyugatra.

## Története
Első írásos említése 1446-ból származik, Morga néven. Ekkor a Morgai család birtoka volt.
A középkori település a török hódoltság ideje alatt elpusztult és lakatlanná vált.
A 18. században először rácok, majd 1745-ben Kalaznó környékéről hesseni eredetű evangélikus német telepesek érkeztek a faluba.

## Közélete

### Polgármesterei
- 1990–1994: Jókai János (független)[5]
- 1994–1998: Jókai János (független)[6]
- 1998–2002: Ignácz Imre (független)[7]
- 2002–2006: Ignácz Imre (független)[8]
- 2006–2010: Felkl Márton (független)[9]
- 2010–2014: Felkl Márton (független)[10]
- 2014–2019: Felkl Márton (független)[11]
- 2019–2024: Felkl Márton (független)[12]
- 2024– : Ignáczné Orsós Margit (független)[1]

## Népesség
A település népességének változása:
- 1990: 140 fő
- 2001: 99 fő
- 2009: 75 fő
- 2010: 92 fő

| Lakosok száma | 67   | 66   | 67   | 56   | 47   | 45   | 41   |
|               | 2013 | 2014 | 2015 | 2021 | 2022 | 2023 | 2024 |

2001-ben a lakosok csaknem 100%-a magyarnak, ezen belül kb. 8,5%-a német nemzetiségűnek vallotta magát.
A 2011-es népszámlálás során a lakosok 84,4%-a magyarnak, 10,9% cigánynak, 31,3% németnek mondta magát (15,6% nem nyilatkozott; a kettős identitások miatt a végösszeg nagyobb lehet 100%-nál).
2022-ben a lakosság 89,4%-a vallotta magát magyarnak, 6,4% németnek, 2,1% cigánynak, 2,1% egyéb, nem hazai nemzetiségűnek (10,6% nem nyilatkozott; a kettős identitások miatt a végösszeg nagyobb lehet 100%-nál).

## Vallás
A 2001-es népszámlálás adatai alapján a lakosság kb. 62%-a római katolikus, kb. 23%-a evangélikus és kb. 5,5%-a református. Nem tartozik egyetlen egyházhoz vagy felekezethez sem kb. 9,5%.
2011-ben a vallási megoszlás a következő volt: római katolikus 57,8%, református 6,3%, evangélikus 9,4%, felekezeten kívüli 6,3% (20,3% nem nyilatkozott).
2022-ben vallása szerint 21,3% volt római katolikus, 10,6% református, 4,3% evangélikus, 19,1% felekezeten kívüli (44,7% nem válaszolt).

### Római katolikus egyház
A Pécsi egyházmegye (püspökség) Szekszárdi Esperesi Kerületében lévő teveli plébániához tartozik fíliaként. Római katolikus templomának titulusa: Magyarok Nagyasszonya.

### Református egyház
A Dunamelléki Református Egyházkerület (püspökség) Tolnai Református Egyházmegyéjébe (esperesség) tartozik. Nem önálló egyházközség, csak szórvány.

### Evangélikus egyház
1745-ben a Kalaznó környékéről betelepült kb. 30 német család evangélikus felekezetű volt. A németek elűzése után itt maradt maroknyi evangélikusság a Déli Evangélikus Egyházkerület Tolna-Baranyai Egyházmegyéjében lévő Gyönk és Környéke Evangélikus Egyházközséghez tartozik, mint szórvány.

## Nevezetességei
- Evangélikus templom: 1795-ben, tornya 1854-ben épült. A belsejében látható, fára festett képek 1844-ben készültek - a karzat mellvédén láthatóak. Ó- és újtestamentumi jeleneteket, portrékat (köztük Luthert) ábrázolnak.
- Római katolikus (Magyarok Nagyasszonya-) templom: 1941-ben épült.
- I-II. világháborús emlékmű: 1993-ban készült.

## Híres emberek
- Itt született 1886. december 26-án Gömbös Gyula miniszterelnök.
- Itt született Weidlein János, a magyarországi német történet- és nyelvjáráskutatás jeles személyisége.